# Drakensang: The Dark Eye
Drakensang: The Dark Eye (нем. Das Schwarze Auge: Drakensang) — компьютерная ролевая игра, разработанная немецкой компанией Radon Labs и изданная компанией dtp entertainment. На немецком языке игра вышла 1 августа 2008 года в Германии, Австрии и Швейцарии. Мировой релиз английской версии игры состоялся 23 февраля 2009, издателями выступили Eidos Interactive (в странах Европы) и THQ (в Северной Америке). Русская локализация от компании «Новый Диск» была выпущена 4 июня 2009 года.
Действие игры Drakensang происходит на континенте Авентурия в вымышленном фэнтезийном мире Этра, известном по самой успешной немецкой настольной ролевой игре Das Schwarze Auge, также из настольного варианта была адаптирована ролевая система. В начале 1990-х компанией Sir-Tech Software была выпущена популярная трилогия компьютерных ролевых игр Realms of Arkania, действие которой так же происходит в Авентурии.

## Игровой процесс
Игрок переносится в типичный мир фэнтези, который наполнен волшебными существами и множеством разумных рас. В самом начале при создании персонажа пользователь может выбирать из двадцати разных классов, которые имеют свои уникальные черты в зависимости от выбранной расы. Например, гномы имеют возможность искать и добывать разные виды драгоценных камней, а некроманты могут оживить павших воинов и использовать их в своих целях.
Важную роль в процессе прохождения играет система поддержки, которая позволяет набирать в команду напарников. Каждый персонаж обладает не только уникальными умениями, но и характером, который проявляется во время общения. Все бои против врагов сделаны в реальном времени, но пользователь имеет возможность переключаться между разными персонажами в команде и проводить различные манёвры. Для таких действий используется пауза, во время которых можно производить некоторые манипуляции с членами всей команды.

## Оценки
| Сводный рейтинг    | Сводный рейтинг   |
| Агрегатор          | Оценка            |
| ------------------ | ----------------- |
| GameRankings       | 72,61 %           |
| Metacritic         | 75 % (35 обзоров) |
| Иноязычные издания |                   |
| Издание            | Оценка            |
| Eurogamer          | 7/10              |
| GameSpot           | 7,0/10            |
| GameZone           | 8,0/10            |
| IGN                | 7,5/10            |

Игра заняла третье место в номинации «RPG года» журнала Игромания по итогам 2008 года.